# Software Update Services
Software Update Services (SUS) ist ein Programm von Microsoft zur Updateverwaltung in lokalen Netzwerken. Ist SUS auf einem Server installiert, muss er sich zuerst mit dem Microsoft Update-Server synchronisieren, ab dann hält er alle Updates lokal vor und bedient automatisch alle Clients.
Die aktuelle Version wird von Microsoft als Windows Server Update Services (WSUS) bezeichnet (zuvor SUS 2.0; die Betaversion hieß noch WUS). Sie enthält neben dem gleichen Prinzip zahlreiche Neuerungen.